# Vernajoul
Vernajoul est une commune française située dans le département de l'Ariège, en région Occitanie. Sur le plan historique et culturel, la commune fait partie du pays de Foix, composé de la partie centrale du Plantaurel, du massif de l'Arize et d'un tronçon de la vallée de l'Ariège avec ses quelques affluents.
Exposée à un climat océanique altéré, elle est drainée par l'Ariège, l'Alses et par deux autres cours d'eau. Incluse dans le parc naturel régional des Pyrénées ariégeoises, la commune possède un patrimoine naturel remarquable : un site Natura 2000 (« Garonne, Ariège, Hers, Salat, Pique et Neste »), un espace protégé (le « cours de l'Ariège ») et quatre zones naturelles d'intérêt écologique, faunistique et floristique.
Vernajoul est une commune rurale qui compte 710 habitants en 2022, après avoir connu une forte hausse de la population depuis 1975. Elle appartient à l'unité urbaine de Foix et fait partie de l'aire d'attraction de Foix. Ses habitants sont appelés les Vernajouliens ou Vernajouliennes.
Le patrimoine architectural de la commune comprend un immeuble protégé au titre des monuments historiques : l'église Notre-Dame-de-l'Assomption, inscrite en 1979.

## Géographie

### Localisation
La commune de Vernajoul se trouve dans le département de l'Ariège, en région Occitanie.
Commune des Pyrénées située dans l'aire d'attraction de Foix et le massif du Plantaurel. Elle fait partie du parc naturel régional des Pyrénées ariégeoises.
Elle se situe à 2 km à vol d'oiseau de Foix, préfecture du département, et à 7 km de Varilhes, bureau centralisateur du canton du Val d'Ariège dont dépend la commune depuis 2015 pour les élections départementales.
La commune fait en outre partie du bassin de vie de Foix.
Les communes les plus proches sont : 
Foix (2,3 km), Loubières (2,6 km), Arabaux (2,9 km), Saint-Jean-de-Verges (3,0 km), Cos (3,2 km), Pradières (4,3 km), Crampagna (4,7 km), Saint-Pierre-de-Rivière (4,8 km).
Sur le plan historique et culturel, Vernajoul fait partie du pays de Foix, composé de la partie centrale du Plantaurel, du massif de l'Arize et d'un tronçon de la vallée de l'Ariège avec ses quelques affluents, mais qui n'est plus que l'ombre du prestigieux comté qui s'étendit jusqu'à l'Espagne et même au-delà.
Les communes limitrophes sont  Baulou, Cos, Crampagna, Foix et Loubières.
| Baulou | Loubières | Crampagna |
|        | Vernajoul |           |
| Cos    |           | Foix      |

### Géologie et relief
La commune est située dans les Pyrénées, une chaîne montagneuse jeune, érigée durant l'ère tertiaire (il y a 40 millions d'années environ), en même temps que les Alpes, certaines parties étant recouvertes par des formations superficielles. Elle est marquée par le front du chevauchement frontal nord-pyrénéen qui la traverse d'est en ouest, séparant la Zone nord-pyrénéenne (ZNP) au sud de la Zone sous-pyrénéenne (ZSP) au nord, qui constitue la frange sud du Bassin aquitain. Les terrains affleurants sur le territoire communal sont constitués de roches sédimentaires datant pour certaines du Cénozoïque, l'ère géologique la plus récente sur l'échelle des temps géologiques, débutant il y a 66 millions d'années, et pour d'autres du Mésozoïque, anciennement appelé Ère secondaire, qui s'étend de −252,2 à −66,0 Ma. La structure détaillée des couches affleurantes est décrite dans la feuille « n°1075 - Foix » de la carte géologique harmonisée au 1/50 000ème du département de l'Ariège, et sa notice associée.
La superficie cadastrale de la commune publiée par l’Insee, qui sert de références dans toutes les statistiques, est de 9,08 km2,. La superficie géographique, issue de la BD Topo, composante du Référentiel à grande échelle produit par l'IGN, est la même. Son relief est relativement accidenté puisque la dénivelée maximale atteint 365 mètres. L'altitude du territoire varie entre 359 m et 724 m.

### Hydrographie

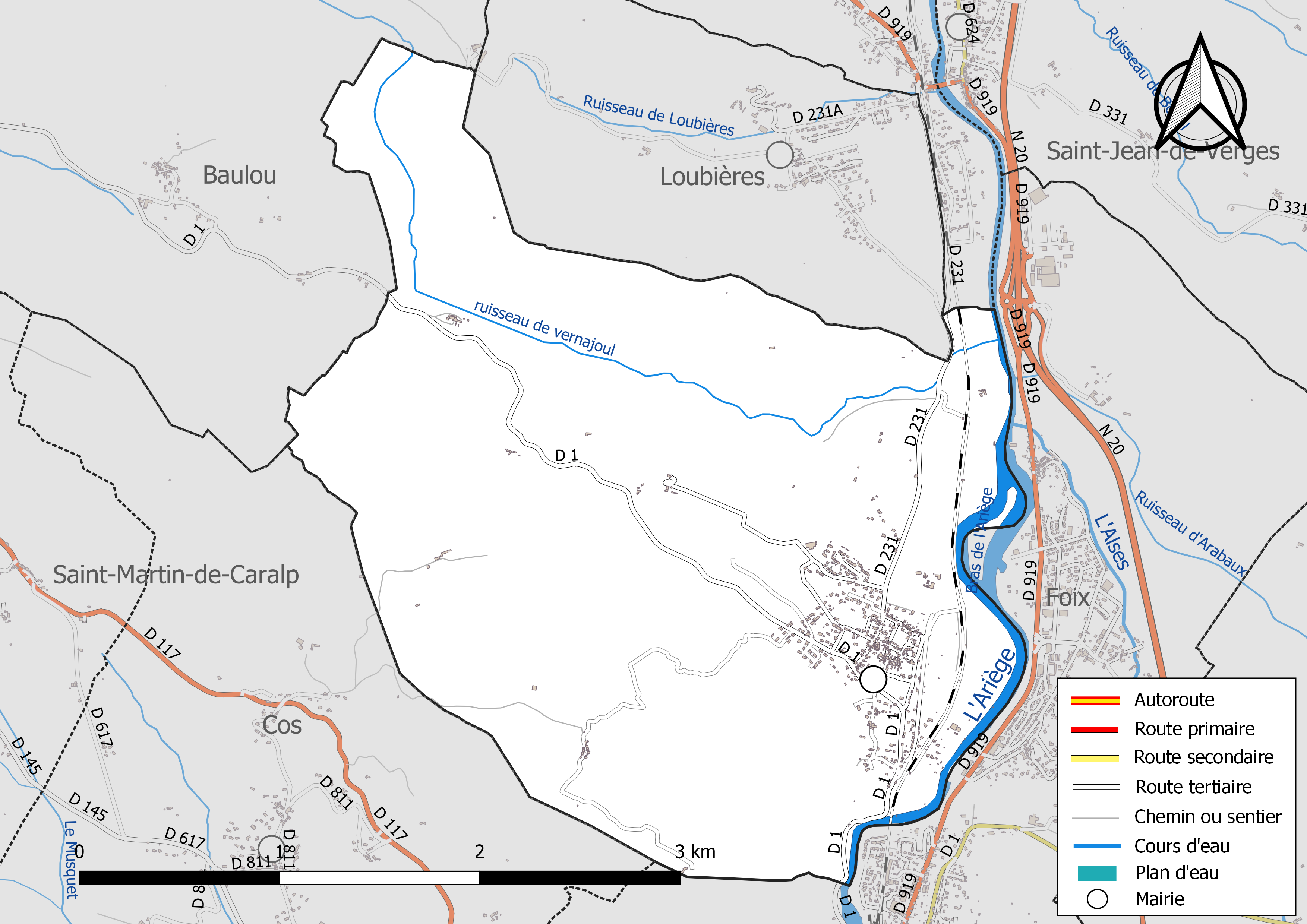
Réseaux hydrographique et routier de Vernajoul.

La commune est dans le bassin versant de la Garonne, au sein du bassin hydrographique Adour-Garonne. Elle est drainée par l'Ariège, l'Alses, un bras de l'Ariège et le ruisseau de vernajoul, constituant un réseau hydrographique de 8 km de longueur totale,.
L'Ariège, d'une longueur totale de 162,91 km, prend sa source dans la commune de Porta et s'écoule du sud vers le nord. Elle traverse la commune et se jette dans la Garonne à Portet-sur-Garonne, après avoir traversé 56 communes.
L'Alses, d'une longueur totale de 11,82 km, prend sa source dans la commune de Roquefort-les-Cascades et s'écoule d'est en ouest. Il traverse la commune et se jette dans l'Ariège sur le territoire communal, après avoir traversé 6 communes.

### Climat
Pour des articles plus généraux, voir Climat de l'Occitanie et Climat de l'Ariège.
En 2010, le climat de la commune est de type climat océanique altéré, selon une étude s'appuyant sur une série de données couvrant la période 1971-2000. En 2020, Météo-France publie une typologie des climats de la France métropolitaine dans laquelle la commune est exposée à un climat de montagne et est dans la région climatique Pyrénées centrales, caractérisée par une pluviométrie annuelle de 1 000 à 1 200 mm.
Pour la période 1971-2000, la température annuelle moyenne est de 12,3 °C, avec une amplitude thermique annuelle de 15,2 °C. Le cumul annuel moyen de précipitations est de 876 mm, avec 9,6 jours de précipitations en janvier et 6 jours en juillet. Pour la période 1991-2020, la température moyenne annuelle observée sur la station météorologique la plus proche, située sur la commune de Cos à 3 km à vol d'oiseau, est de 12,4 °C et le cumul annuel moyen de précipitations est de 1 004,0 mm,. Pour l'avenir, les paramètres climatiques de la commune estimés pour 2050 selon différents scénarios d'émission de gaz à effet de serre sont consultables sur un site dédié publié par Météo-France en novembre 2022.

### Milieux naturels et biodiversité

#### Espaces protégés
La protection réglementaire est le mode d’intervention le plus fort pour préserver des espaces naturels remarquables et leur biodiversité associée,.
La commune fait partie du parc naturel régional des Pyrénées ariégeoises, créé en 2009 et d'une superficie de 245 973 ha, qui s'étend sur 138 communes du département. Ce territoire unit les plus hauts sommets aux frontières de l’Andorre et de l’Espagne (la Pique d'Estats, le mont Valier, etc) et les plus hautes vallées des avants-monts, jusqu’aux plissements du Plantaurel.
Un  autre espace protégé est présent sur la commune : 
le « cours de l'Ariège », objet d'un arrêté de protection de biotope, d'une superficie de 159,9 ha.

#### Réseau Natura 2000

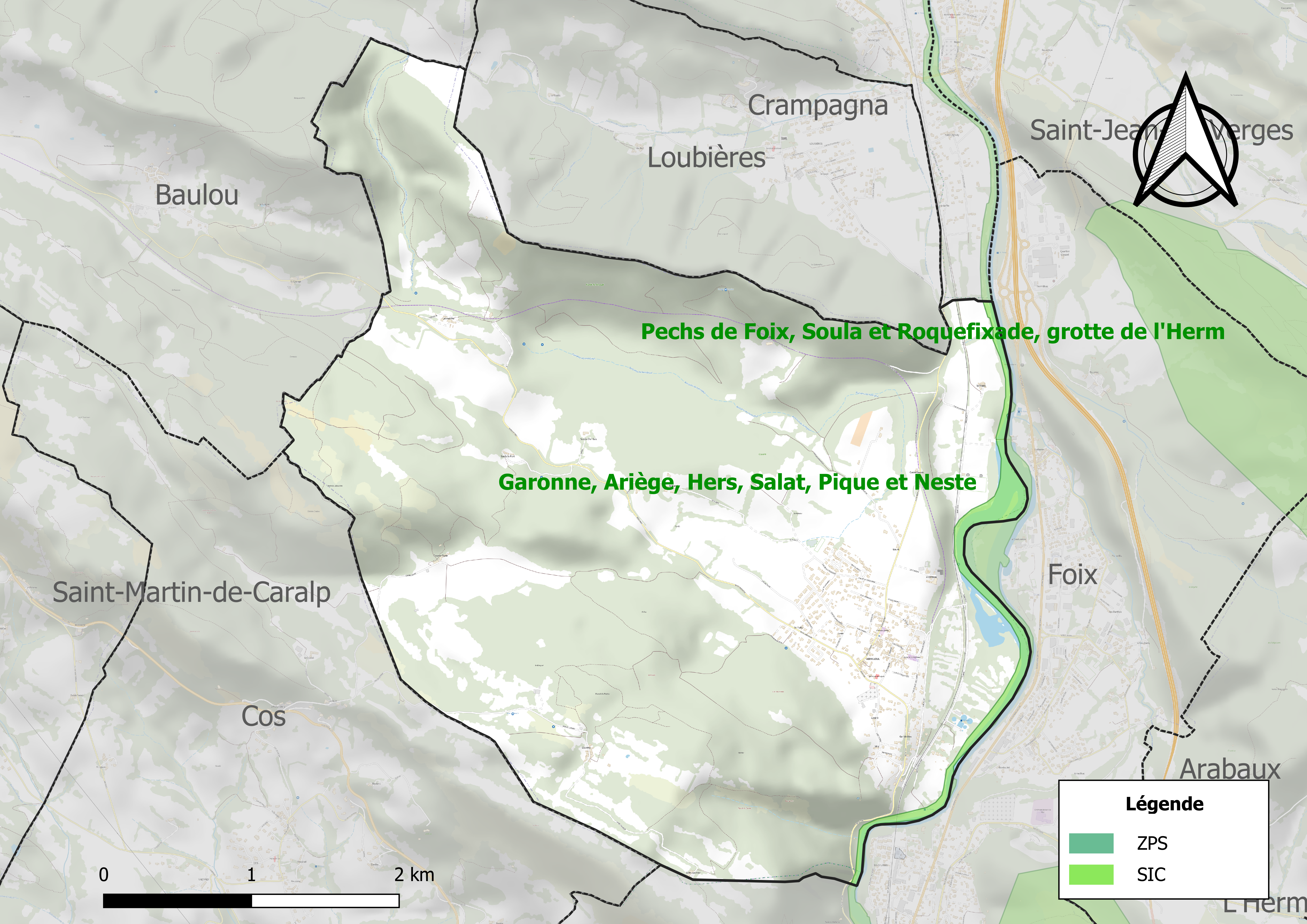
Site Natura 2000 sur le territoire communal.

Le réseau Natura 2000 est un réseau écologique européen de sites naturels d'intérêt écologique élaboré à partir des directives habitats et oiseaux, constitué de zones spéciales de conservation (ZSC) et de zones de protection spéciale (ZPS).
Un site Natura 2000 a été défini sur la commune au titre de la directive habitats : « Garonne, Ariège, Hers, Salat, Pique et Neste », d'une superficie de 9 581 ha, un réseau hydrographique pour les poissons migrateurs, avec des zones de frayères actives et potentielles importantes pour le Saumon en particulier qui fait l'objet d'alevinages réguliers et dont des adultes atteignent déjà Foix sur l'Ariège.

#### Zones naturelles d'intérêt écologique, faunistique et floristique
L'inventaire des zones naturelles d'intérêt écologique, faunistique et floristique (ZNIEFF) a pour objectif de réaliser une couverture des zones les plus intéressantes sur le plan écologique, essentiellement dans la perspective d'améliorer la connaissance du patrimoine naturel national et de fournir aux différents décideurs un outil d'aide à la prise en compte de l'environnement dans l'aménagement du territoire.
Deux ZNIEFF de type 1 sont recensées sur la commune :
le « cours de l'Ariège » (1 341 ha), couvrant 112 communes dont 86 dans l'Ariège et 26 dans la Haute-Garonne, et 
« le Plantaurel : du Mas d'Azil à l'Ariège » (15 850 ha), couvrant 26 communes du département
et deux ZNIEFF de type 2, : 
- « L'Ariège et ripisylves » (1 975 ha), couvrant 56 communes dont 43 dans l'Ariège et 13 dans la Haute-Garonne[34] ;
- « le Plantaurel » (42 116 ha), couvrant 72 communes dont 68 dans l'Ariège, 2 dans l'Aude et 2 dans la Haute-Garonne[35].

Carte des ZNIEFF de type 1 et 2 à Vernajoul.
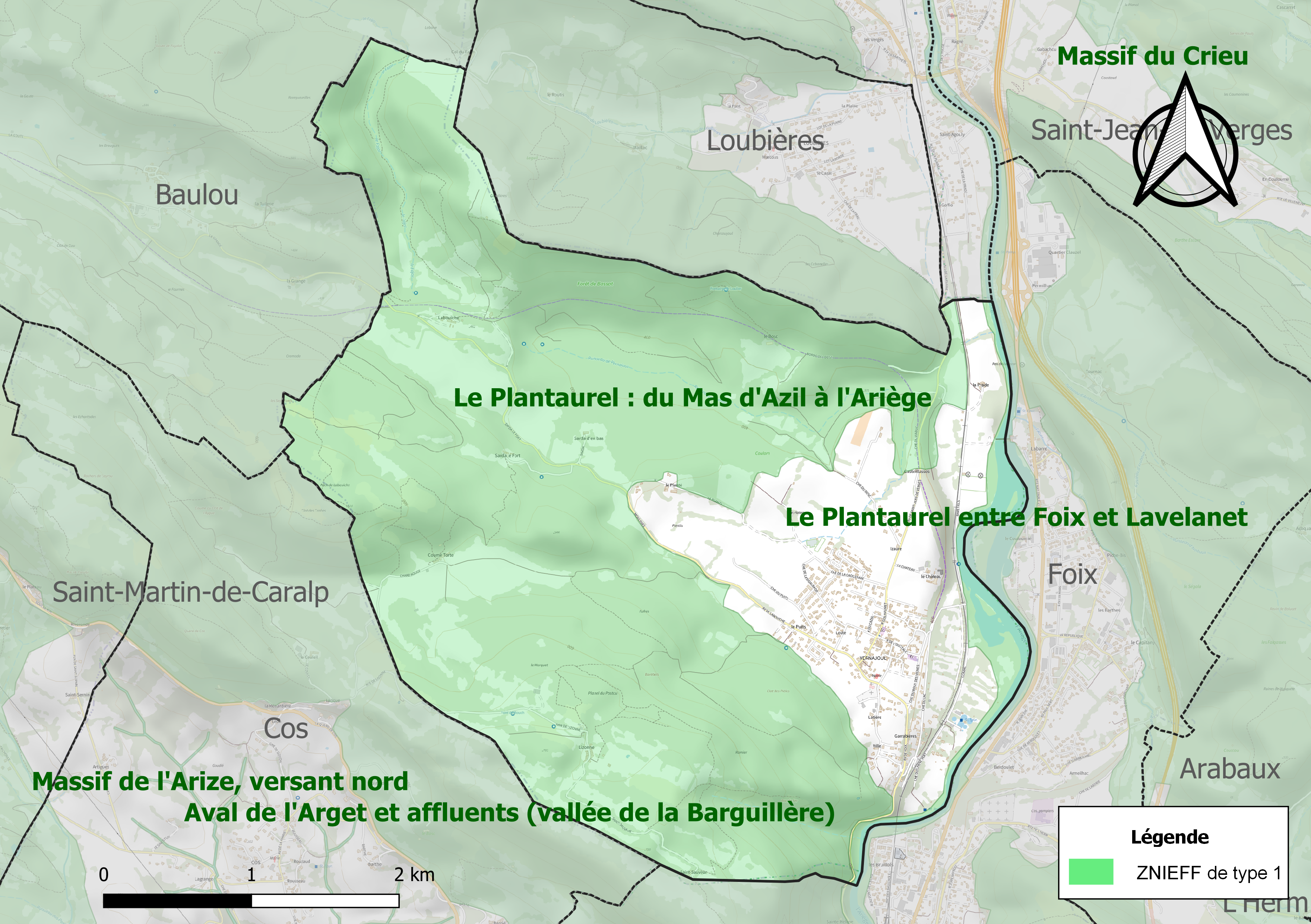
Carte des ZNIEFF de type 1 sur la commune.
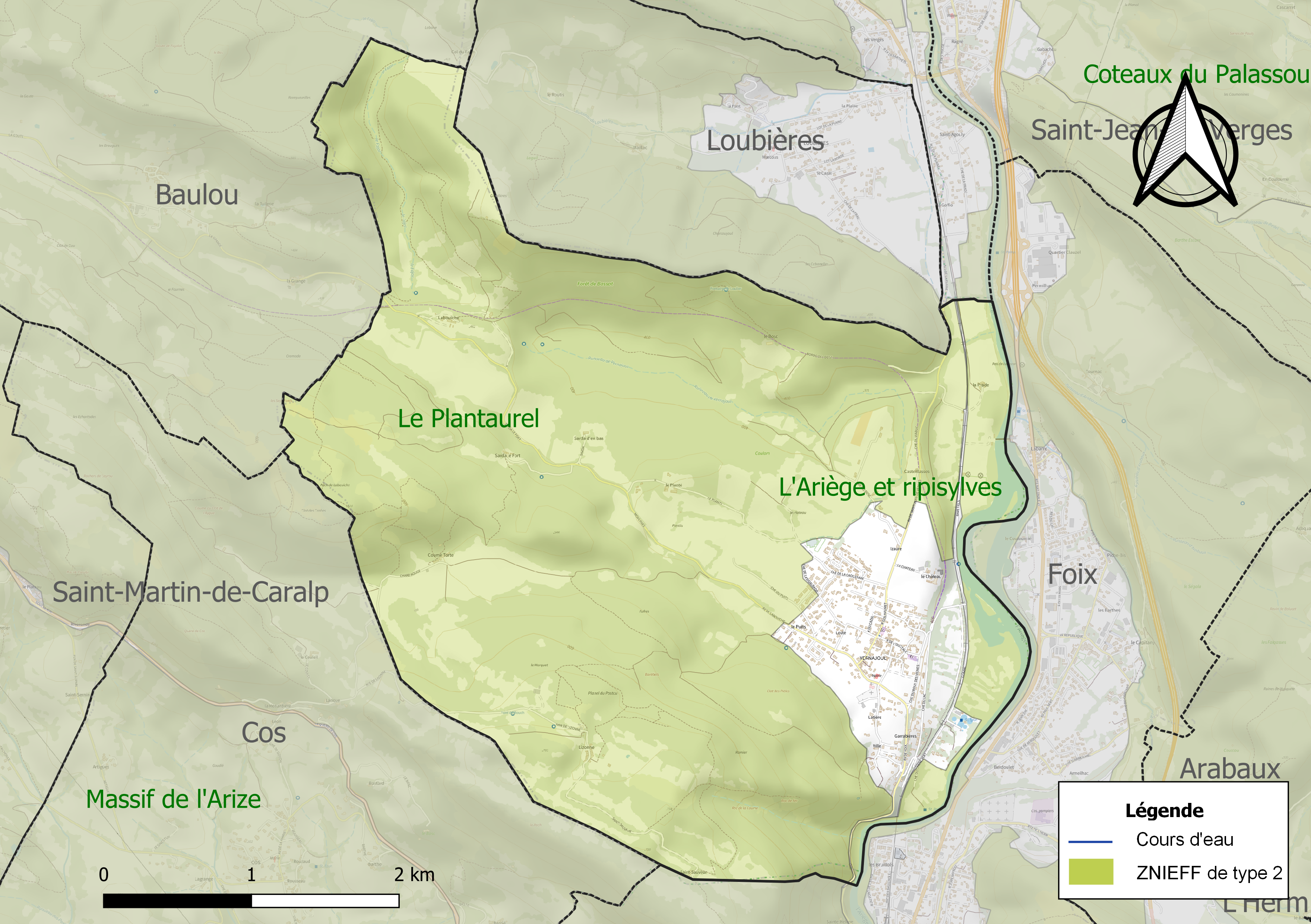
Carte des ZNIEFF de type 2 sur la commune.

## Urbanisme

### Typologie
Au 1er janvier 2024, Vernajoul est catégorisée commune rurale à habitat dispersé, selon la nouvelle grille communale de densité à 7 niveaux définie par l'Insee en 2022.
Elle appartient à l'unité urbaine de Foix, une agglomération intra-départementale dont elle est une commune de la banlieue,. Par ailleurs la commune fait partie de l'aire d'attraction de Foix, dont elle est une commune de la couronne,. Cette aire, qui regroupe 38 communes, est catégorisée dans les aires de moins de 50 000 habitants,.

### Occupation des sols

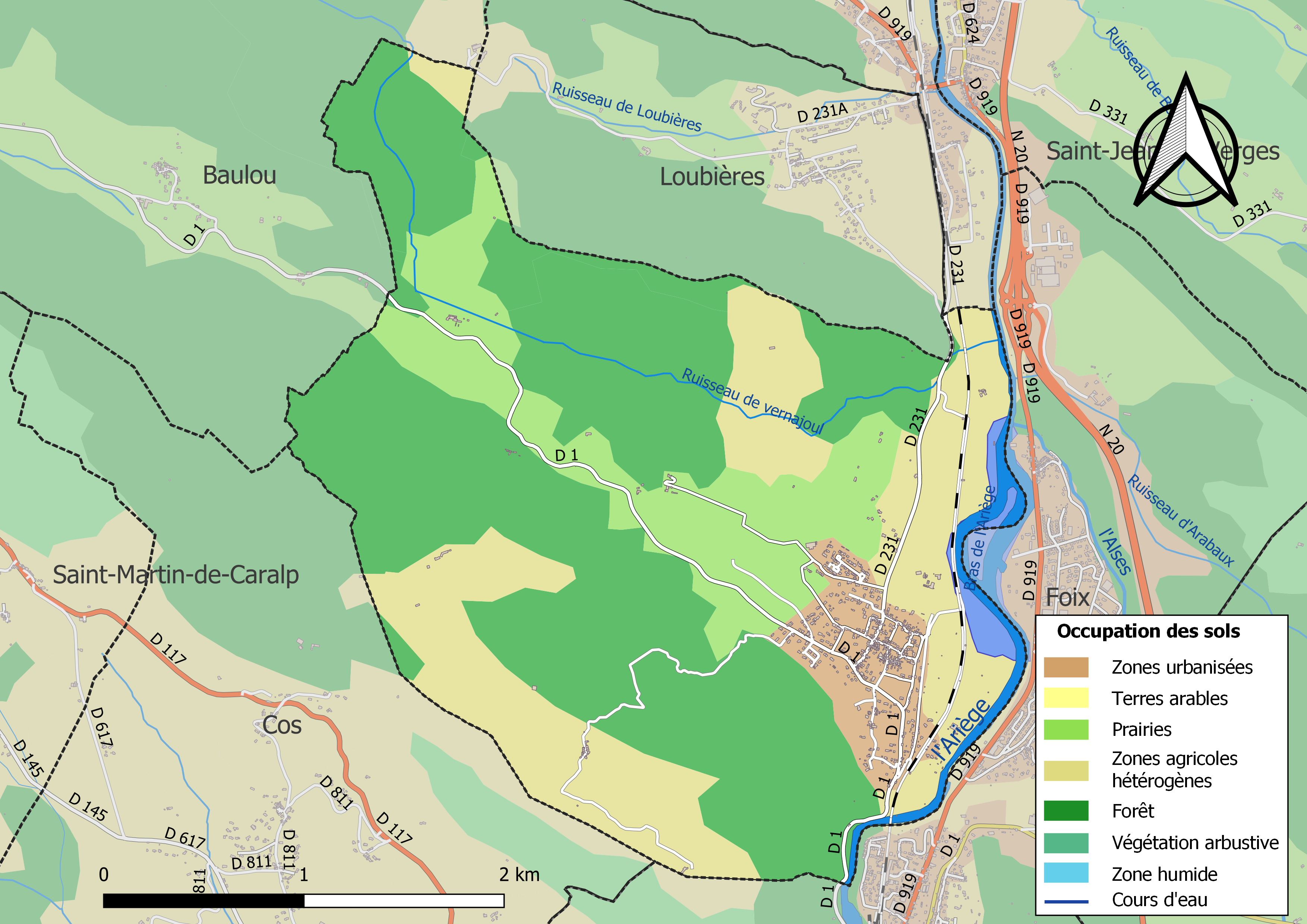
Carte des infrastructures et de l'occupation des sols de la commune en 2018 (CLC).

L'occupation des sols de la commune, telle qu'elle ressort de la base de données européenne d’occupation biophysique des sols Corine Land Cover (CLC), est marquée par l'importance des forêts et milieux semi-naturels (50,9 % en 2018), en augmentation par rapport à 1990 (49,3 %). La répartition détaillée en 2018 est la suivante : forêts (50,9 %), zones agricoles hétérogènes (25,7 %), prairies (15,4 %), zones urbanisées (6,1 %), eaux continentales (1,9 %). L'évolution de l’occupation des sols de la commune et de ses infrastructures peut être observée sur les différentes représentations cartographiques du territoire : la carte de Cassini (XVIIIe siècle), la carte d'état-major (1820-1866) et les cartes ou photos aériennes de l'IGN pour la période actuelle (1950 à aujourd'hui).

### Habitat et logement
En 2018, le nombre total de logements dans la commune était de 356, alors qu'il était de 340 en 2013 et de 329 en 2008.
Parmi ces logements, 85 % étaient des résidences principales, 5,6 % des résidences secondaires et 9,4 % des logements vacants. Ces logements étaient pour 95,8 % d'entre eux des maisons individuelles et pour 4,2 % des appartements.
Le tableau ci-dessous présente la typologie des logements à Vernajoul en 2018 en comparaison avec celle de l'Ariège et de la France entière. Une caractéristique marquante du parc de logements est ainsi une proportion de résidences secondaires et logements occasionnels (5,6 %) inférieure à celle du département (24,6 %) mais supérieure à celle de la France entière (9,7 %). Concernant le statut d'occupation de ces logements, 80,8 % des habitants de la commune sont propriétaires de leur logement (81,2 % en 2013), contre 66,3 % pour l'Ariège et 57,5 % pour la France entière.
| Typologie                                               | Vernajoul | Ariège | France entière |
| ------------------------------------------------------- | --------- | ------ | -------------- |
| Résidences principales (en %)                           | 85        | 65,7   | 82,1           |
| Résidences secondaires et logements occasionnels (en %) | 5,6       | 24,6   | 9,7            |
| Logements vacants (en %)                                | 9,4       | 9,7    | 8,2            |

### Risques majeurs
Le territoire de la commune de Vernajoul est vulnérable à différents aléas naturels : inondations, climatiques (grand froid ou canicule), feux de forêts, mouvements de terrains et séisme (sismicité modérée). Il est également exposé à deux risques technologiques, le transport de matières dangereuses et la rupture d'un barrage,.

#### Risques naturels

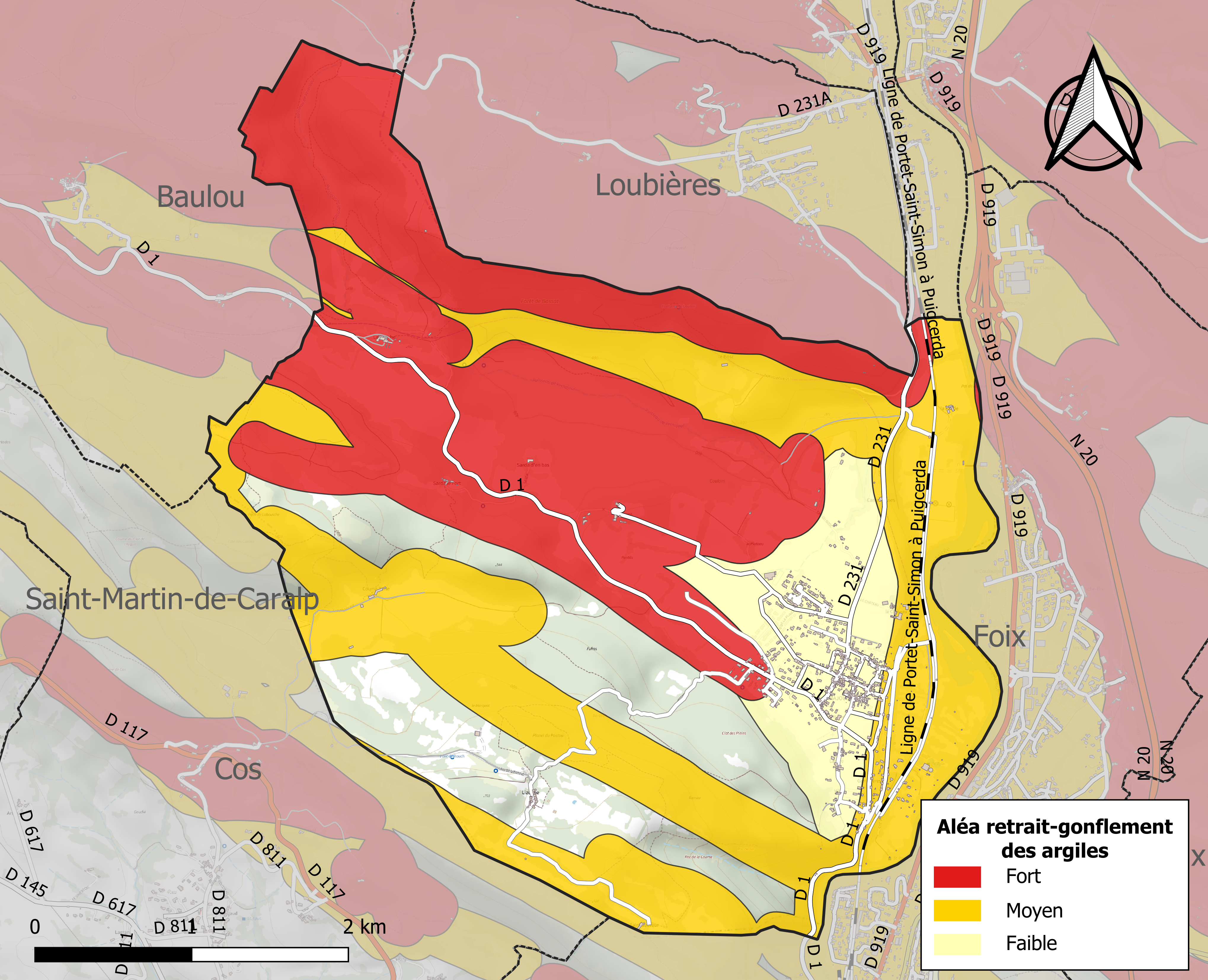
Zonage de l'aléa retrait-gonflement des argiles sur la commune de Vernajoul.

Certaines parties du territoire communal sont susceptibles d’être affectées par le risque d’inondation par débordement, crue torrentielle d'un cours d'eau, l'Ariège, ou ruissellement d'un versant. L’épisode de crue le plus marquant dans le département reste sans doute celui de 1875. Parmi les inondations marquantes plus récentes concernant le cours d'eau de l'Ariège figurent la crue torrentielle de 1982 et les inondations de plaine de 1996 et de 2005 de la Basse vallée de l'Ariège.
Les mouvements de terrains susceptibles de se produire sur la commune sont soit des chutes de blocs, soit des glissements de terrains, soit des effondrements liés à des cavités souterraines, soit des mouvements liés au retrait-gonflement des argiles. Près de 50 % de la superficie du département est concernée par l'aléa retrait-gonflement des argiles, dont la commune de Vernajoul. L'inventaire national des cavités souterraines permet par ailleurs de localiser celles situées sur la commune.
Près de 50 % de la superficie du département est concernée par l'aléa retrait-gonflement des argiles, dont la commune de Vernajoul. L'inventaire national des cavités souterraines permet par ailleurs de localiser celles situées sur la commune.
Ces risques naturels sont pris en compte dans l'aménagement du territoire de la commune par le biais d'un plan de prévention des risques (PPR) inondation et mouvement de terrain approuvé le 22 juillet 2004.

#### Risques technologiques
Le risque de transport de matières dangereuses par une infrastructure routière ou ferroviaire ou par une canalisation de transport de gaz concerne la commune. Un accident se produisant sur une telle infrastructure est en effet susceptible d’avoir des effets graves au bâti ou aux personnes jusqu’à 350 m, selon la nature du matériau transporté. Des dispositions d’urbanisme peuvent être préconisées en conséquence.
Dans le département de l’Ariège on dénombre cinq grands barrages susceptibles d’occasionner des dégâts en cas de rupture. La commune fait partie des 80 communes susceptibles d’être touchées par l’onde de submersion consécutive à la rupture d’un de ces barrages.

## Toponymie
Vernajoul est formé du gaulois verno, "aulne", et de la finale -joul dérivée du gaulois ialo, "clairière, défrichement".

## Histoire
En 1012, l'abbaye Saint-Volusien de Foix reçoit en donation des biens situés à Vernajoul de la part de Roger Ier de Carcassonne et de sa femme Adélaïde.
Pour services rendus, Roger-Bernard III de Foix donne en 1284 à Raymond de Burges et au neveu de celui-ci, Raymond de Lordat, un fief s’étendant jusqu’à Sept-Fonds, Cos, Vernajoul et Loubières.

## Politique et administration

### Découpage territorial
La commune de Vernajoul est membre de la communauté d'agglomération Pays Foix-Varilhes, un établissement public de coopération intercommunale (EPCI) à fiscalité propre créé le 16 novembre 2016 dont le siège est à Foix. Ce dernier est par ailleurs membre d'autres groupements intercommunaux.
Sur le plan administratif, elle est rattachée à l'arrondissement de Foix, au département de l'Ariège, en tant que circonscription administrative de l'État, et à la région Occitanie.
Sur le plan électoral, elle dépend du canton du Val d'Ariège pour l'élection des conseillers départementaux, depuis le redécoupage cantonal de 2014 entré en vigueur en 2015, et de la première circonscription de l'Ariège  pour les élections législatives, depuis le redécoupage électoral de 1986.

### Liste des maires
| Période                                  | Période  | Identité        | Étiquette | Qualité                                             |
| ---------------------------------------- | -------- | --------------- | --------- | --------------------------------------------------- |
| mars 2001                                | 2008     | Philippe Causse |           |                                                     |
| mars 2008                                | En cours | Jean-Paul Ferré | PS        | Agent général d'assurances Conseiller départemental |
| Les données manquantes sont à compléter. |          |                 |           |                                                     |

## Démographie
| 1793 | 1800 | 1806 | 1821 | 1831 | 1836 | 1841 | 1846 | 1851 |
| ---- | ---- | ---- | ---- | ---- | ---- | ---- | ---- | ---- |
| 352  | 397  | 476  | 422  | 455  | 470  | 447  | 382  | 417  |

| 1856 | 1861 | 1866 | 1872 | 1876 | 1881 | 1886 | 1891 | 1896 |
| ---- | ---- | ---- | ---- | ---- | ---- | ---- | ---- | ---- |
| 453  | 467  | 475  | 433  | 474  | 421  | 471  | 476  | 462  |

| 1901 | 1906 | 1911 | 1921 | 1926 | 1931 | 1936 | 1946 | 1954 |
| ---- | ---- | ---- | ---- | ---- | ---- | ---- | ---- | ---- |
| 448  | 398  | 409  | 379  | 398  | 396  | 397  | 355  | 352  |

| 1962 | 1968 | 1975 | 1982 | 1990 | 1999 | 2004 | 2006 | 2009 |
| ---- | ---- | ---- | ---- | ---- | ---- | ---- | ---- | ---- |
| 392  | 429  | 516  | 546  | 541  | 574  | 661  | 706  | 680  |

| 2014 | 2019 | 2022 | - | - | - | - | - | - |
| ---- | ---- | ---- | - | - | - | - | - | - |
| 652  | 673  | 710  | - | - | - | - | - | - |

## Économie

### Revenus
En 2018, la commune compte 295 ménages fiscaux, regroupant 650 personnes. La médiane du revenu disponible par unité de consommation est de 22 780 € (19 820 € dans le département).

### Emploi
| Division       | 2008  | 2013   | 2018   |
| -------------- | ----- | ------ | ------ |
| Commune        | 4,4 % | 7,1 %  | 7,9 %  |
| Département    | 8,9 % | 11,1 % | 11,2 % |
| France entière | 8,3 % | 10 %   | 10 %   |

En 2018, la population âgée de 15 à 64 ans s'élève à 400 personnes, parmi lesquelles on compte 77,8 % d'actifs (69,9 % ayant un emploi et 7,9 % de chômeurs) et 22,2 % d'inactifs,. Depuis 2008, le taux de chômage communal (au sens du recensement) des 15-64 ans est inférieur à celui de la France et du département.
La commune fait partie de la couronne de l'aire d'attraction de Foix, du fait qu'au moins 15 % des actifs travaillent dans le pôle,. Elle compte 43 emplois en 2018, contre 66 en 2013 et 51 en 2008. Le nombre d'actifs ayant un emploi résidant dans la commune est de 283, soit un indicateur de concentration d'emploi de 15 % et un taux d'activité parmi les 15 ans ou plus de 56,8 %.
Sur ces 283 actifs de 15 ans ou plus ayant un emploi, 31 travaillent dans la commune, soit 11 % des habitants. Pour se rendre au travail, 88,9 % des habitants utilisent un véhicule personnel ou de fonction à quatre roues, 1 % les transports en commun, 6,5 % s'y rendent en deux-roues, à vélo ou à pied et 3,5 % n'ont pas besoin de transport (travail au domicile).

### Activités hors agriculture
35 établissements sont implantés  à Vernajoul au 31 décembre 2019. Le tableau ci-dessous en détaille le nombre par secteur d'activité et compare les ratios avec ceux du département,.
| Secteur d'activité                                                                                        | Commune | Commune | Département |
| Secteur d'activité                                                                                        | Nombre  | %       | %           |
| --- | ------- | ------- | ----------- |
| Ensemble                                                                                                  | 35      |         |             |
| Industrie manufacturière, industries extractives et autres                                                | 4       | 11,4 %  | (12,9 %)    |
| Construction                                                                                              | 13      | 37,1 %  | (14,2 %)    |
| Commerce de gros et de détail, transports, hébergement et restauration                                    | 6       | 17,1 %  | (27,5 %)    |
| Information et communication                                                                              | 1       | 2,9 %   | (1,8 %)     |
| Activités spécialisées, scientifiques et techniques et activités de services administratifs et de soutien | 4       | 11,4 %  | (13,2 %)    |
| Administration publique, enseignement, santé humaine et action sociale                                    | 4       | 11,4 %  | (14,4 %)    |
| Autres activités de services                                                                              | 3       | 8,6 %   | (8,8 %)     |

Le secteur de la construction est prépondérant sur la commune puisqu'il représente 37,1 % du nombre total d'établissements de la commune (13 sur les 35 entreprises implantées  à Vernajoul), contre 14,2 % au niveau départemental.

### Agriculture
La commune fait partie de la petite région agricole dénommée « Région sous-pyrénéenne ». En 2010, l'orientation technico-économique de l'agriculture  sur la commune est l'élevage de bovins pour la viande.
|                                   | 1988 | 2000 | 2010 |
| --------------------------------- | ---- | ---- | ---- |
| Exploitations                     | 23   | 10   | 10   |
| Superficie agricole utilisée (ha) | 351  | 255  | 265  |

Le nombre d'exploitations agricoles en activité et ayant leur siège dans la commune est passé de 23 lors du recensement agricole de 1988 à 10 en 2000 puis à 10 en 2010, soit une baisse de 57 % en 22 ans. Le même mouvement est observé à l'échelle du département qui a perdu pendant cette période 48 % de ses exploitations. La surface agricole utilisée sur la commune a également diminué, passant de 351 ha en 1988 à 265 ha en 2010. Parallèlement la surface agricole utilisée moyenne par exploitation a augmenté, passant de 15 à 27 ha.

## Sports
- Pamiers-Vernajoul XIII ; entente avec le club de rugby à XIII de Pamiers, qui remporte le championnat de deuxième division en 1989[60].
- Pays de Foix basket.

## Culture locale et patrimoine

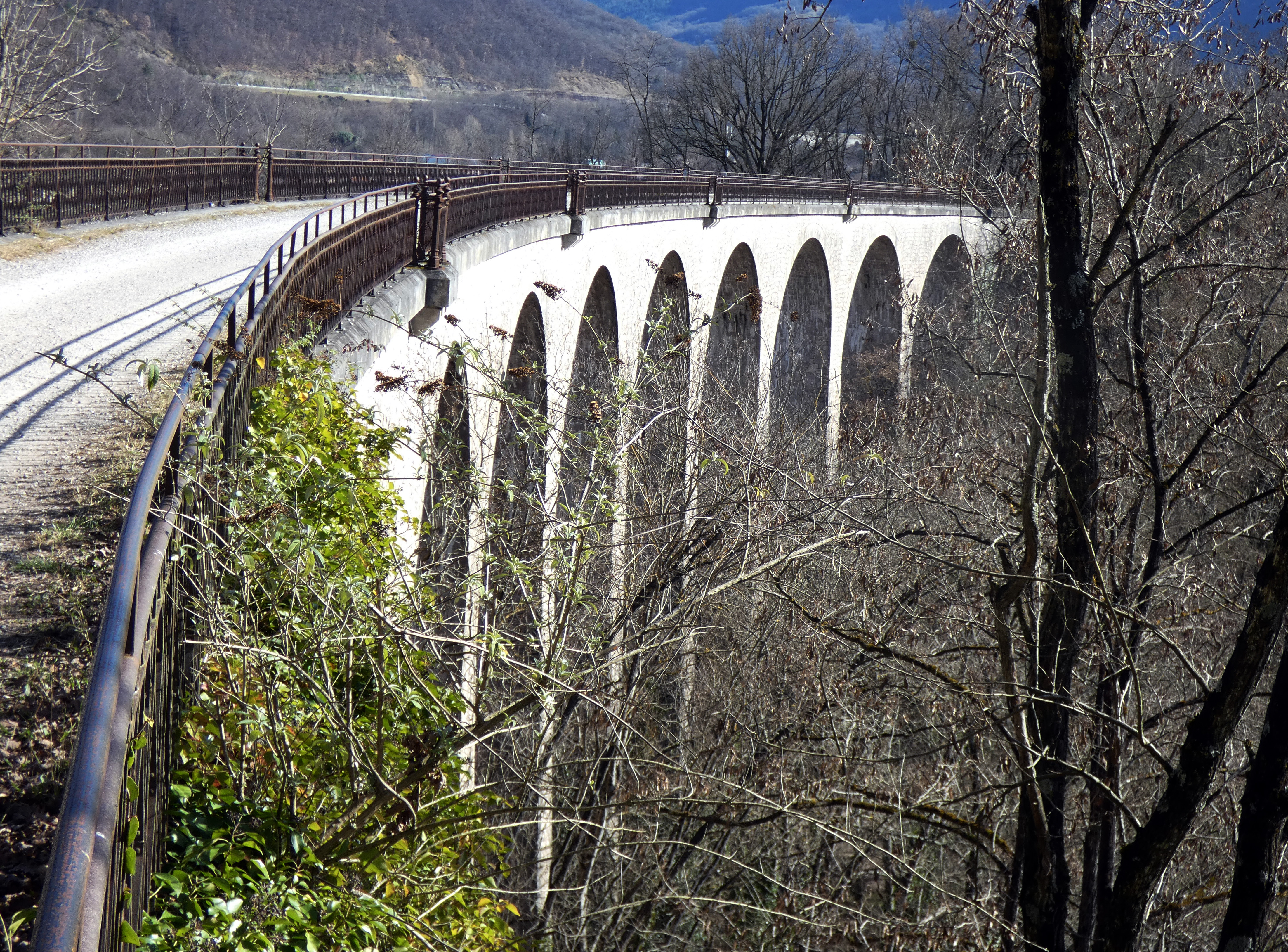
Viaduc ferroviaire recevant désormais une voie verte.

### Lieux et monuments
- Rivière souterraine de Labouiche
- Église Notre-Dame-de-l'Assomption de Vernajoul, église inscrite au titre des monuments historiques depuis 1979[61].
- Viaduc de Vernajoul, de 230 m de longueur, créé pour la ligne de Foix à Saint-Girons (déclassée en 1957) et aujourd'hui emprunté par la voie verte de Foix à Saint-Girons.

### Personnalités liées à la commune
- Bertrand de Barrau ( ?-1604 ou 1605), évêque de Pamiers, mort à Vernajoul.

### Héraldique
| Blason | Blasonnement : D'azur à la fasce d'or. |